# Embuscade (film, 1950)
Pour la technique militaire, voir Embuscade.
Pour plus de détails, voir Fiche technique et Distribution.
Embuscade (titre original : Ambush) est un film américain réalisé par Sam Wood en 1949 et sorti en 1950.

## Synopsis
À la suite de l'enlèvement d'une jeune femme, Mary Duverall, par les Apaches, un groupe de cavalerie commandé par le Capitaine Ben Lorrison se lance à leur poursuite. Ils sont aidés, dans cette affaire, par l'éclaireur Ward Kinsman. Ces deux derniers sont amoureux de la sœur de Mary, Ann.

## Fiche technique
- Titre : Embuscade
- Titre original : Ambush
- Réalisation : Sam Wood, assisté de John Waters (non crédité)
- Scénario : Marguerite Roberts,d'après une histoire de Luke Short
- Chef-opérateur : Harold Lipstein
- Musique : Rudolph G. Kopp
- Montage : Ben Lewis
- Costumes : Walter Plunkett
- Décors : Edwin B. Willis
- Direction artistique : Malcolm Brown, Cedric Gibbons
- Production : Armand Deutsch, Sam Wood pour Metro-Goldwyn-Mayer
- Durée : 90 minutes
- Dates de sortie : 
  - États-Unis : 13 janvier 1950

## Distribution
- Robert Taylor (VF : Georges Aminel) : : Ward Kinsman
- John Hodiak (VF : Michel Gatineau) : : Capitaine Ben Lorrison
- Arlene Dahl (V.F : Martine Sarcey) : : Ann Duverall
- Don Taylor : Lieutenant Linus Delaney
- Jean Hagen (VF : Janine Freson) : : Martha Conovan
- Bruce Cowling  (V.F : William Sabatier) : Tom Conovan
- Leon Ames (V.F : Jean-Henri Chambois) : : Major C. E. Breverly
- John McIntire (VF : Camille Guerini) : : Frank Holly
- Pat Moriarity : Sergent Mack
- Charles Stevens : Diablito
- Chief Thundercloud : Tana
- Ray Teal : Capitaine J. R. Wolverson

Acteurs non crédités :
- Lane Chandler : Doc Horton
- William Haade : Joe, un garde

## Commentaires
Pour Jean-Pierre Coursodon et Bertrand Tavernier, il faut retenir de la fin de la carrière de Sam Wood : [...] surtout Ambush, son dernier film et, à notre connaissance, son seul western ; la réalisation en était remarquable (la première séquence fait penser à celle de L'Appât, d'Anthony Mann, postérieur de trois ans), les rapports entre les personnages très subtils, et le dialogue, non content d'éviter les clichés du genre, en citait même un certain nombre pour les ridiculiser.